# Филип Лудвиг II (Вид)
Филип Лудвиг II фон Вид (на немски: Philipp Ludwig II, Graf zu Wied; * ок. 1610; † 16 октомври 1638, Диленбург) е граф на графството Вид и Нойвид.

## Произход
Той е вторият син на граф Йохан Вилхелм фон Вид-Рункел „Стари“ († 1633), господар на Рункел, граф на „долното графство Вид“, и съпругата му графиня Магдалена фон Хардег, цу Глац-Махланде († 1657), дъщеря на граф Зигизмунд II фон Хардег цу Глац-Махланде († 1599) и Магдалена фон Вид († 1606), дъщеря на граф Йохан IV фон Вид-Рункел-Изенбург († 1581) и графиня Катарина фон Ханау-Мюнценберг († 1581). Внук е на граф Херман I фон Вид († 1591) и графиня Валбурга (Валпурга) фон Бентхайм-Щайнфурт († 1628). Племенник е на Херман II фон Вид († 1631) и Филип Лудвиг I фон Вид-Рункел († 1633).
По-големият му брат Йохан Вилхелм (* сл. 1606; † септември 1632) е убит в битка.

## Фамилия
Филип Лудвиг II фон Вид се жени на 25 април 1638 г. в Диленбург за графиня Анна Амалия фон Насау-Диленбург (* 1 ноември 1621; † 6 юли 1649), дъщеря на княз Лудвиг Хайнрих фон Насау-Диленбург (1594 – 1662) и графиня Катарина фон Сайн-Витгенщайн (1588 – 1651). Бракът е бездетен.
Анна Амалия фон Насау-Диленбург се омъжва втори път на 25 декември 1646 г. в Диленбург за роднината си граф Кристиан фон Сайн-Витгенщайн-Сайн († 1675).